# My Name (álbum)
My Name é o quarto álbum de estúdio coreano (sétimo, no geral) da cantora sul-coreana BoA, lançado em 11 de junho de 2004 através da SM Entertainment. A faixa-título e "Spark", um cover em coreano da canção "Keep My Cool" (2002) de Luis Fonsi, foram promovidas como singles do álbum. O álbum viu a transição de BoA para uma imagem mais madura em comparação com seus discos anteriores.
Comercialmente, My Name estreou no topo da tabela mensal de álbuns da Music Industry Association of Korea (MIAK) de junho de 2004, e foi o 11º álbum mais vendido do ano na Coreia do Sul, com mais de 192.000 cópias. Sua primeira incursão no mercado chinês, a versão estrangeira do álbum foi lançada em 12 de agosto de 2004 e incluiu duas regravações em chinês e uma arte de capa alternativa. No Mnet KM Music Video Festival de 2004, a faixa-título ganhou o prêmio de Videoclipe do Ano.

## Composição
A faixa-título do álbum, "My Name", é uma música dançante com influências urbanas e foi considerada pelo público como a transição de BoA para um conceito mais maduro. O single seguinte, "Spark", é um cover em coreano de "Keep My Cool" de Luis Fonsi, presente em seu álbum Fight the Feeling (2002), e também apresentou BoA ostentando um conceito mais masculino. Em setembro de 2004, BoA lançou um videoclipe para a balada "My Prayer"; consiste em trechos da vida de BoA como trainee, além de cenas dos bastidores dela promovendo seus álbuns anteriores.
A última música do álbum, "We", é uma balada que incorpora instrumentações musicais tradicionais coreanas do daegeum, sogeum e haegeum. Foi usada como música de encerramento da versão japonesa do filme Taegeukgi, que foi lançado no início daquele ano, em fevereiro.

## Recepção da crítica
Lee Min-hee da IZM elogiou o álbum, escrevendo que o disco mostra BoA crescendo "em uma mulher mais sensual e sofisticada", ao mesmo tempo mantendo sua originalidade enquanto explora novos sons e estilos musicais. Lee acrescentou que embora BoA tivesse apenas 17 anos na época, ela possuía a “maturidade e a energia de uma artista adulta”.

## Desempenho comercial
Comercialmente, My Name obteve sucesso comercial na Coreia do Sul, alcançando a primeira posição da tabela mensal da Music Industry Association of Korea (MIAK) de junho de 2004, e, na metade de 2005, já havia vendido mais de 201.000 cópias.

## Lista de faixas
| My Name – Edição padrão |                                                  |                                                                  |                           |         |  |
| N.º                     | Título                                           | Compositor(es)                                                   | Produtor(es)              | Duração |  |
| 1.                      | "My Name"                                        | Kenzie                                                           | Kenzie                    | 3:12    |  |
| 2.                      | "Spark"                                          | Hong Ji-yoo Johan Aberg Sigurd Rosnes Rich Allan Clyde Lieberman |                           | 3:16    |  |
| 3.                      | "I Got U"                                        | Yang Jae-sun Stevie Bensusan Claudio Cueni                       | William Pyon              | 3:30    |  |
| 4.                      | "My Prayer" (기도)                               | Young-hu Kim William Pyon                                        | Young-hu Kim William Pyon | 4:23    |  |
| 5.                      | "One Wings - Embracing Each Other" (완전한 날개) | Yoo Young-jin                                                    | Yoo Young-jin             | 3:29    |  |
| 6.                      | "Pit-a-Pat" (두근두근)                           | Park Chang-hyun                                                  | Park Chang-hyun           | 4:18    |  |
| 7.                      | "I Kiss"                                         | Kenzie                                                           | Kenzie                    | 3:18    |  |
| 8.                      | "Don't Give a Damn" (상관없어)                   | Yoon-jung Svein Finneide Jens Thoresen Maria Storeng             |                           | 3:03    |  |
| 9.                      | "Maybe... Maybe Not!?" (그럴 수 있겠지...!?)     | Park Chang-hak Yoon-sang                                         | Yoon-sang                 | 3:23    |  |
| 10.                     | "Etude"                                          | Hwang Seong-je                                                   | Hwang Seong-je            | 3:18    |  |
| 11.                     | "Good-Bye" (인사)                                | Park Chang-hyun                                                  | Park Chang-hyun           | 4:25    |  |
| 12.                     | "Feel Me"                                        | Yoon Hyo-sang Damon Shape Lindy Robbins Beau Dozier              | Beau Dozier               | 3:14    |  |
| 13.                     | "Stay in Love" (바보같죠)                        | Ha Jung-ho                                                       | Ha Jung-ho                | 4:17    |  |
| 14.                     | "We" (우리) (Tema de Taegukgi) (faixa bônus)     | Kim Tae-yoon Lee Dong-jun                                        | Lee Dong-jun              | 4:45    |  |
| Duração total:          | Duração total:                                   | Duração total:                                                   | Duração total:            | 51:51   |  |